# Echinocoryne schwenkiaefolia
Echinocoryne schwenkiaefolia là một loài thực vật có hoa trong họ Cúc. Loài này được (Mart. ex Mart.) H.Rob. mô tả khoa học đầu tiên năm 1987.